# Centella macrocarpa
Centella macrocarpa là một loài thực vật có hoa trong họ Hoa tán. Loài này được (A.Rich.) Adamson mô tả khoa học đầu tiên năm 1940.